# PRE
PRE is een Britse noise rock band op Skin Graft Records en Lovepump United. De band is opgericht in 2005 te London door voormalige leden van Todd en Seafood. Muzikaal is de band verwant aan Melt-Banana, Lightning Bolt, The Locust en heeft kenmerken van mathrock in zijn songstructuren. De zangeres is van Japanse afkomst en speelt tevens in de band Comanechi. Het tweede album van de band is geproduceerd door Steve Albini.

## Bandleden
Akiko "Exceeingly Good Keex" Matsuura 
 Matt Warburton 
 Kevin Hendrix 
 John Webb 
 Richard 'Rodney' Bennett

## Discografie
- Treasure Trails (EP en 7" op Blood of the Drash)
- PRE // dmonstrations // AIDS Wolf // Crack und Ultra Eczema (2x7" gatefold 4-band split op Lovepump United)
- Their track "Dudefuk" appears on Rough Trade Shop's 2006 compilatie- CD van Counter Culture
- 10" Split met Bardo Pond op 'Keep Mother' Series
- Epic Fits CD op Skin Graft Records & LP op Lovepump United September, 17, 2007
- 7" Split met Comanechi op Merok Records
- 7" Split met Crystal Castles/Teenagers/Whisky vs Faith op Merok/Rough Trade
- 7" Split met AIDS Wolf op Skingraft Records (2007)

Compilatie-bijdrage
- Subbacultcha! Fall 2008 - track 11 Drool, artsubba001

### Interviews en recensies
- Boomkat
- DIRTY
- Billboard